# David Relaño Luque
David Relaño Luque (Andújar, 22 d'abril de 1982) és un exfutbolista andalús, que ocupava la posició de porter.

## Trajectòria
Format al planter del Reial Betis. La temporada 03/04 alterna les aparicions al filial amb el lloc de tercer porter de l'equip gran. Arriba a debutar en un encontre de primera divisió, després de l'expulsió del titular Contreras.
No va tenir continuïtat a l'equip bètic, i va prosseguir la seua carrera per equips més modestos, com el Baza, el Terrassa FC, la Sangonera Atlético. i l'Asociación Deportiva Ceuta. El 2013 es va incorporar al Reial Betis per substituir com a entrenador de porters José Ramón Esnaola Laburu.